# ¿Quiénes son?
«¿Quiénes son?» es una canción interpretada por la cantante argentina Lali, coescrita por ella, Martín D'Agosto y Mauro De Tommaso y producida por este último, e incluida en el quinto álbum de estudio del mismo nombre, Lali (2023). Compuesta a manera de canción pop, fue publicada el 27 de julio de 2023 como el noveno y último sencillo del álbum a través de la compañía discográfica Sony Music Argentina.
La letra de «¿Quiénes son?» hace referencia a las mentiras o fake news y los mensajes de odio que circulan en redes sociales o medios de comunicación, con intención de agredir, y de cómo lograr que esos mensajes negativos te dejen de afectar; mientras cuenta con un sampleo de la actriz y exvedette Moria Casán expresando varias frases características y una introducción con mensaje de audio de la artista argentina.

## Antecedentes y lanzamiento
En julio de 2022, Lali le concedió una entrevista a Emilio Zavaley para Rolling Stone en Español donde habló, entre otras cosas, sobre el proceso de producción y composición de su próximo quinto álbum de estudio, Lali. Durante la entrevista, junto a su equipo le mostraron a Zavaley algunos sonidos y letras de las posibles canciones que podrían integrar el disco, y entre otros temas, el periodista reveló que había una canción que sampleaba el «icónico» eslogan «¡¿Quiénes son?!» de Moria Casán. En noviembre del mismo año, fue invitada junto con Leticia Dolera al programa español de YouTube Los Prieto Flores, en el marco de varias entrevistas promocionales debido al estreno de la nueva serie, El fin del amor (2023) —en la cual Lali participa en el rol de actriz y productora ejecutiva y Dolera como directora—, la cantante expresó su admiración por Casán y confirmó que dentro del repertorio del disco habría una canción homenaje a la exvedette argentina, llamada «¿Quiénes son?».
El 30 de marzo de 2023, la cantante reveló el listado oficial de canciones de Lali y, en efecto, había una canción titulada «¿Quiénes son?». Posteriormente, el 25 de julio, anunció a través de sus redes sociales que sería lanzada como noveno y último sencillo del álbum el 27 de ese mismo mes. Con ello, también compartió un breve video de 13 segundos de duración, en la que se muestra a ambas artistas en un automóvil compartiendo un cigarrillo de marihuana.

## Composición y grabación

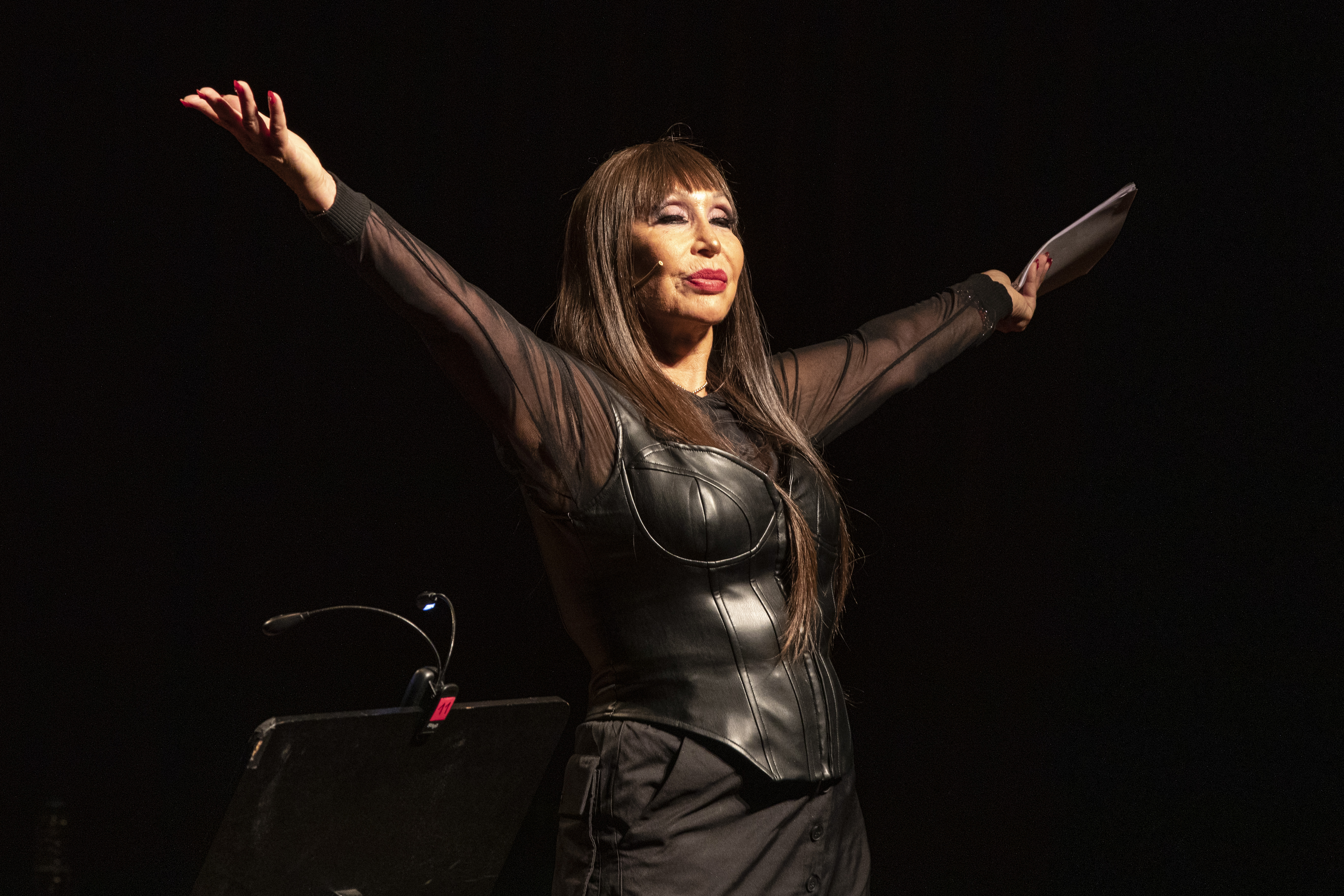
Moria Casan, la artista de quién fue sampleada la frase en «¿Quiénes son?».

«¿Quiénes son?» tiene una duración de dos minutos y cuarenta y dos segundos. Fue compuesta por Lali junto con Martín «Galán» D'Agosto y Mauro De Tommaso, con quienes trabajó en la composición de todas las pistas del álbum. La producción estuvo a cargo de De Tommaso, quien también formó parte de los instrumentistas —tocó la guitarra y los teclados—, la programación e ingeniería de grabación junto a Javier Caso. En cuanto a la técnica musical, Lewis Pickett realizó la masterización y la mezcla de la canción.
Según D’Agosto, durante una entrevista para la revista Gente, la idea de la canción surgió cuando Lali propuso componer un tema en respuesta a las constantes críticas que recibe, mientras los tres autores se encontraban en Madrid (España). El compositor también mencionó que junto a la cantante suelen incorporar múltiples frases conocidas coloquialmente de Argentina y, dentro de ellas, se encuentran varios latiguillos de Moría Casán. Debido a ello, el productor De Tommaso planteó samplear alguna frase de Casán.

## Recepción

### Comentarios de la crítica
«¿Quiénes son?» recibió críticas generalmente positivas tras su lanzamiento. Juana Giaimo de la edición argentina Rolling Stone, nombró el sample de Moria Casán como un «diss track bien canchero». Lupe Torres del periódico La Nación escribió que «la complicidad entre Lali y Moria Casán quedó ilustrada con la participación de la diva en la canción que la enarbola como símbolo de empoderamiento». Brenda Petrone Veliz de La Voz del Interior opinó que «la icónica frase de “la One” [Casán] merecía ser usada por alguien igual de diva que ella» y que junto a otras frases de la vedette «se mezclan con un beat oscuro, profundo y ácido que innova, corrompe y delira». Belén Fourment de El País describió a la canción como «una oda sarcástica contra el “hatismo” virtual».
Lucas Villa, de la revista Remezcla, aseguró que con el tema «Lali suma otro himno LGBTQ+ a su catálogo», junto a otras canciones de la artista como «Soy», «Boomerang», «Reina» y «Caliente», mencionados por el crítico. Además, agregó que la cantante transformó los latiguillos de Casán en «un trap banger latino sobre ser tú mismo sin pedir disculpas». Billboard Argentina concluyó que «"¿Quiénes son?" condensa el desprejuicio y carisma de ambas artistas». Por otro lado, Adrián Melo de Página/12 halagó la canción y dijo: «no dudo en predecir tendrá estatus similar a clásicos del orgullo gays, lésbicos y trans tales como "Soy lo que soy"».

### Desempeño comercial
Tras el lanzamiento de Lali (2023), tres pistas del álbum ingresaron al Billboard Hot Trending Songs —listado que clasifica en tiempo real de las canciones más discutidas en Twitter a nivel mundial—, «¿Quiénes son?» debutó en la undécima posición. En Argentina, debutó en el puesto ochenta y seis en la lista Argentina Hot 100 durante la semana del 30 de abril de 2023. Luego de su publicación como el noveno y último sencillo del álbum, reingreso al listado argentino y alcanzó la posición número setenta y cuatro. Posteriormente, la canción se ubicó en el puesto setenta y uno en el conteo nacional.

## Vídeo musical

### Producción y trama
El videoclip de «¿Quiénes son?», dirigido por la misma Lali, se estrenó a través de su canal de YouTube a las 18:00 hora argentina (UTC-3) del 27 de julio de 2023. Las grabaciones se realizaron un mes antes, el 14 de junio, en Cacodelphia Studios ubicado en Buenos Aires (Argentina) y tuvieron una duración aproximada de ocho horas. Durante una entrevista con el periódico La Nación, le preguntaron a Casan sobre su participación en el videoclip dijo que:

«Es un honor que Lali, que es un semejante ícono a nivel global que la rompe a cada lado que va -y me impresiona que sea semejante talentosa y una mina tan genuina-, me haya honrado eligiendo un dixit mío para hacer un video dirigido por ella. [...] Fue hermoso, fue mágico. Todo divino. Me encanta apoyar la carrera de una actriz y que ella me haya honrado a mi con la elección de mi frase. Con este video, Lali está por parir otro suceso más. Trascender generaciones me hace muy feliz. Dentro de lo que pueda siempre voy a apoyar la carrera de esta niña que es increíble».
Moria Casán

### Sinopsis
El video comienza con Lali acompañada de Moria Casán conduciendo un Chevrolet Corvette 1972 amarillo, mientras ambas artistas cantan los primeros versos de la canción frente a cámara. Allí se las puede ver fumando un cigarrillo de marihuana, bebiendo alcohol de una petaca y haciendo algunos gestos obscenos durante el viaje; luego bajan del auto para ubicarse delante del automóvil. En otra escena, la cantante junto con un grupo de bailarines vestidos con ropa de color marrón, realizan una coreografía al ritmo del estribillo del sencillo. Hacia el final del clip, Casán luce diversos vestuarios de estilo para hacer una entrada escénica bajando por una escalera que remite a sus tiempos como vedette en el teatro de revista. Asimismo, Lali la homenajea vistiendo una pechera y casquete de brillos, junto con un body de encaje negro y objetos propios de las vedettes, además de usar una peluca oscura y con flequillo imitando el estilo de Casán.

### Recepción crítica
En términos generales, tuvo una buena recepción por parte del público y la crítica. Telám escribió: «En el video Lali vuelve a demostrar su talento de artista completa: cantante, bailarina y actriz. Moria Casán confirma su estatuto de diva y su presencia escénica que trasciende generaciones». Lupe Torres del periódico La Nación afirmó que «en una propuesta visual popera, la química entre Moria y Lali devora la cámara y trasciende la pantalla». Adrián Melo de Página/12 aseguró que «probablemente sea el videoclip musical del siglo para la comunidad LGTBIQ local». A Juan Stagnoli, del sitio web Espectáculo Mendoza, comentó que la escena del auto de ambas artistas «perfectamente podría ser un homenaje de "Telephone" de Lady Gaga junto a Beyoncé». Por otro lado, Rolling Stone destacó el video y añadió: «[En] el flamante videoclip, en donde se las puede ver en plan Thelma & Louise, con el espíritu empoderado del que habla la canción».

## Premios y nominaciones
| Año  | Premiación            | Categoría                    | Resultado | Ref.   |
| ---- | --------------------- | ---------------------------- | --------- | ------ |
| 2023 | Premios Quiero        | Mejor video artista femenino | Nominado  |        |
| 2023 | Video Prisma Awards   | Video favorito               | Ganador   | [ 33 ] |
| 2024 | Premios Carlos Gardel | Mejor videoclip corto        | Ganador   | [ 34 ] |

## Créditos y personal
Producción
- Lali: voz, composición
- Martin D'Agosto: composición, coros
- Mauro De Tommaso: composición, producción, guitarra, teclados

Técnico
- Mauro De Tommaso: ingeniero de grabación, programador
- Javier Caso: ingeniero de grabación, asistente de A&R
- Lewis Pickett: ingeniero de masterización, ingeniero de mezcla

Fuente: Jaxsta y Tilda.

## Posicionamiento en listas

### Semanales
| País (Lista 2023)              | Posición más alta |
| ------------------------------ | ----------------- |
| Argentina Hot 100 (Billboard)  | 71                |
| Hot Trending Songs (Billboard) | 11                |